# Нова или Доња капија
Нова или Доња капија (у неким изворима се наводи и као Врата принца Еугена Савојског) смештена је у оси североисточног бастионог фронта Петроварадинске доње тврђаве, између бастиона Св. Терезије и Св. Франциске. На плану Петроварадинске тврђаве из 1761/62. године означена је као Нова капија (Neü Thör).
Капија спада у највеће и најлепше петроварадинске капије, изведена је у барокно-класицистичком стилу. Основа капије је форми обрнутог слова Т, у средишнем делу је широк пролаз и са сваке стране по три просторије у низу, оријентисане према Подграђу. Пролаз је засвођен полуобличастим сводом са сводним рукавцима и сегметним сферним сводом на делу иза спољне фасаде капије, док су остале просторије под полуобличастим сводовима.
Фасадно платно је завршено профилисаним венцем наткривеним бибер црепом и архитравно завршеном атиком. Спољна фасада према Васерштату има монументални средишњи део у виду каменог портика са по два висока пиластра са сваке стране пролаза. Капија је грађена опеком, док су рамови око отвора, базе пиластера, као и спољашња фасада изведени од камена. У пролазу су сачувани и делови механизма којим се подизао и спуштао мобилни сегмент дрвеног моста који је некад воденог шанца повезивао капију са редвијем и равелином Св. Терезије.